# Three Missing Links
Three Missing Links (br.: Qualquer papelão nos serve) é um filme curta metragem estadunidense de 1938 dirigido por Jules White. É o 33° de um total de 190 filmes da série com os Três Patetas produzida pela Columbia Pictures entre 1934 a 1959.

## Enredo
Os Três Patetas são faxineiros em Hollywood e trabalham para o estúdio Super Terrific Productions. Quando chegam ao escritório de B. O. Botswaddle (James C. Morton) para limpá-lo, o produtor está discutindo o seu novo filme "Jilted In The Jungle" (pela dublagem original, "Perdida na Selva") com a estrela Mirabel Mirabel (Jane Hamilton) e está preocupado em encontrar um ator que faça o papel de um gorila. Nesse momento os Patetas começam a brigar e Moe atira um balde que atravessa a porta de vidro do escritório. Botswaddle os despede mas os Patetas pedem uma nova chance, dizendo-se aspirantes a ator. Curly faz sua clássica imitação de uma "galinha com a cabeça cortada" e gira em torno de um braço apoiado no chão. O produtor fica impressionado e acha que Curly parece um "elo perdido" da transição de macaco e homem segundo a teoria da evolução. Botswaddle contrata Curly para ser o "gorila" e Moe e Larry como homens primitivos e todos partem para a África para fazerem o filme.
As dificuldades na filmagem começam quando os nativos do safari desaparecem. Os Patetas entram na floresta em busca de água e encontram a cabana de um feiticeiro canibal (Naba). O feiticeiro chega e diz a Curly que uns doces que encontrara eram uma "poção do amor". O Pateta compra alguns na intenção de dar a Mirabel para que ela se apaixone por ele. Depois, fogem do feiticeiro que queria fazer um ensopado deles e se preparam para dormir nas barracas. Um leão aparece e os Patetas escapam correndo pela noite. No dia seguinte Curly se veste de gorila mas um animal de verdade chega e confunde os demais, que começam a cena sem perceberem a troca. Quando Moe e Larry batem na cabeça do gorila esse reage e depois entra numa caverna. Curly acaba sendo levado até lá enquanto Moe e Larry tentam emboscar e atirar no gorila mas erram. O animal persegue os três até uma cabana e Curly fica acuado. Ao tentar se livrar da fera, Curly lhe oferece seus "doces do amor" e acaba comendo alguns. Imediatamente se apaixona pelo gorila que foge em disparada com o Pateta atrás dele.